# Erik Michielsen
Mr Erik Frits Karel Michielsen  (Padang, 8 juli 1917 - Wales, 26 augustus 1944) was een Nederlands piloot en Engelandvaarder.

## Biografie
Erik had vier jaar rechten gestudeerd toen hij in augustus 1939 voor militaire dienst werd opgeroepen. Op 7 mei 1940 moest hij zich melden bij de bereden artillerie in Breda. Tijdens de meidagen van 1940 bemande hij commandoposten bij verschillende bruggen en bij vliegveld Valkenburg. Hij werd eind mei al gedemobiliseerd. Op 9 juli studeerde hij af.

### Engelandvaart
Eriks broer Karel Michielsen was al op 5 juli met de Bebèk naar Engeland overgestoken en Erik wilde hem zo snel mogelijk volgen. Met Anton de Haseth Möller, Jean Mesritz en Joost kocht hij voor dertig gulden twee kano's. Ze verfden de kano's in een onopvallende donkere kleur en maakten ze met stevige dwarslatten aan elkaar vast. Daarna werd er aan de rechterkant nog een buitenboordmotor bevestigd. Verder hadden ze vier Edammer kazen en 80 repen chocolade verzameld. Ze waren klaar voor vertrek, maar er kwam iets tussen. Erik Michielsen kwam Erik Hazelhoff Roelfzema tegen en deze had een ander plan. Ze zouden de SCH 107 gebruiken. De schipper kreeg als vergoeding 500 gulden zodat hij een nieuw vletje kon kopen. Alles werd aan boord gebracht, schipper Van der Zwan zou hen met zijn eigen vletje op zee afzetten. Net voordat ze op 13 augustus wilden vertrekken, werden ze door Chris Krediet en de schipper gewaarschuwd dat er twee Duitsers mee zouden gaan, waarna het plan niet doorging.
Twee dagen later kochten ze een vlet in Warmond. Michielsen, Hazelhoff Roelfzema, Carel Kranenburg, Mesritz en De Haseth Möller gingen met de vlet naar het strand tussen Noordwijk en Noordwijkerhout en kwamen met moeite door de branding. Het weer werd echter ruw, er kwam te veel water in het bootje en ze besloten terug te gaan.
Terug naar het plan met de dubbele kano's. Een week later liepen Michielsen, Mesritz, Kranenburg en De Haseth Möller door de duinen om de kano's naar het strand te brengen maar toen zaten er Duitsers in een mitrailleursnest verscholen. Weer pech en weer naar huis.
Een tijdje gebeurde er weinig. Eind november werd de universiteit in Leiden gesloten. Op 30 januari 1942 vertrok Erik weer, ditmaal nam hij de Zuidelijke route. Hij kwam in mei in Engeland aan.

### Engeland
Michielsen was reserve-luitenant der veldartillerie maar na zijn Engelandvaart koos hij voor de luchtmacht in de hoop snel schade aan de vijand te kunnen toebrengen. Zijn opleiding was bijna ten einde toen hij in de nacht van 26 augustus 1944 tijdens een oefenvlucht in een Vickers Wellington van achteren werd geramd.  De staart van zijn vliegtuig brak af, waarna hij neerstortte. Hij had drie Canadese collega's aan boord. 
Hij werd op 31 augustus op begraafplaats Brookwood begraven. Jhr. Beelaerts (adjudant van koningin Wilhelmina) en H.W.J. baron van Tuyll (adjudant van prins Bernhard) waren daarbij aanwezig. De grafrede werd gehouden door ds. Van Dorp uit Londen.
Postuum zijn in 1945 zijn herinneringen gepubliceerd onder de titel Tegen de vlagen van den oostenwind. Hierin zijn ook zijn ideeën over de toekomst opgenomen.